# 大台スキー場
大台スキー場（おおだいスキーじょう）は、秋田県大仙市太田町にあるスキー場である。正式名称は大仙市営太田スキー場。
初心者向けから上級者向けのコースが計7本整備されている。

## 歴史
もともと採草放牧地であり、自力で登ってスキーを行う客がいたところにリフト等を整備し、1981年（昭和56年）、太田町営のスキー場としてオープン。

## 施設
- ビジターハウス（受付、レンタルスキー）
- リフレッシュハウス（トイレ、更衣室）
- リフト券発売所
- ファミリーロッジ（レストラン、休憩所、トイレ、ショップ）
- リフト
  - 第1ペアリフト - 458m
  - 第2ペアリフト - 868m

## ゲレンデ
計7本のコースが整備されている。
- 山頂ゲレンデ

### 初級者コース
- パノラマコース

### 中級者コース
- ファミリーコース

### 中・上級者コース
- パラダイスコース

### 上級者コース
- セカンドパラダイスコース
- エキスパートコース
- チャンピオンコース

## アクセス
- JR田沢湖線・秋田新幹線 角館駅より南東へ約15 km。
- JR奥羽本線・秋田新幹線・田沢湖線 大曲駅より東へ約20 km。
- コミュニティバス長信田線 「惣行会館前」バス停より東へ約1.5 km。
- E47 秋田自動車道 大曲ICより車で約35分。

駐車場: 650台

## 周辺
- 真木真昼県立自然公園
- 中里温泉
- 川口温泉 奥羽山荘